# Parafia św. Mikołaja we Wszemborzu
Parafia Świętego Mikołaja we Wszemborzu – rzymskokatolicka parafia leżąca w granicach dekanatu miłosławskiego. Erygowana w XIII wieku.

## Dokumenty
Księgi metrykalne: 
- ochrzczonych od 1691 roku
- małżeństw od 1617 roku
- zmarłych od 1769 roku